# Breonio
Breonio è una frazione del comune di Fumane in provincia di Verona. Si trova nella parte più a nord del territorio comunale, nel parco naturale regionale della Lessinia.

## Storia

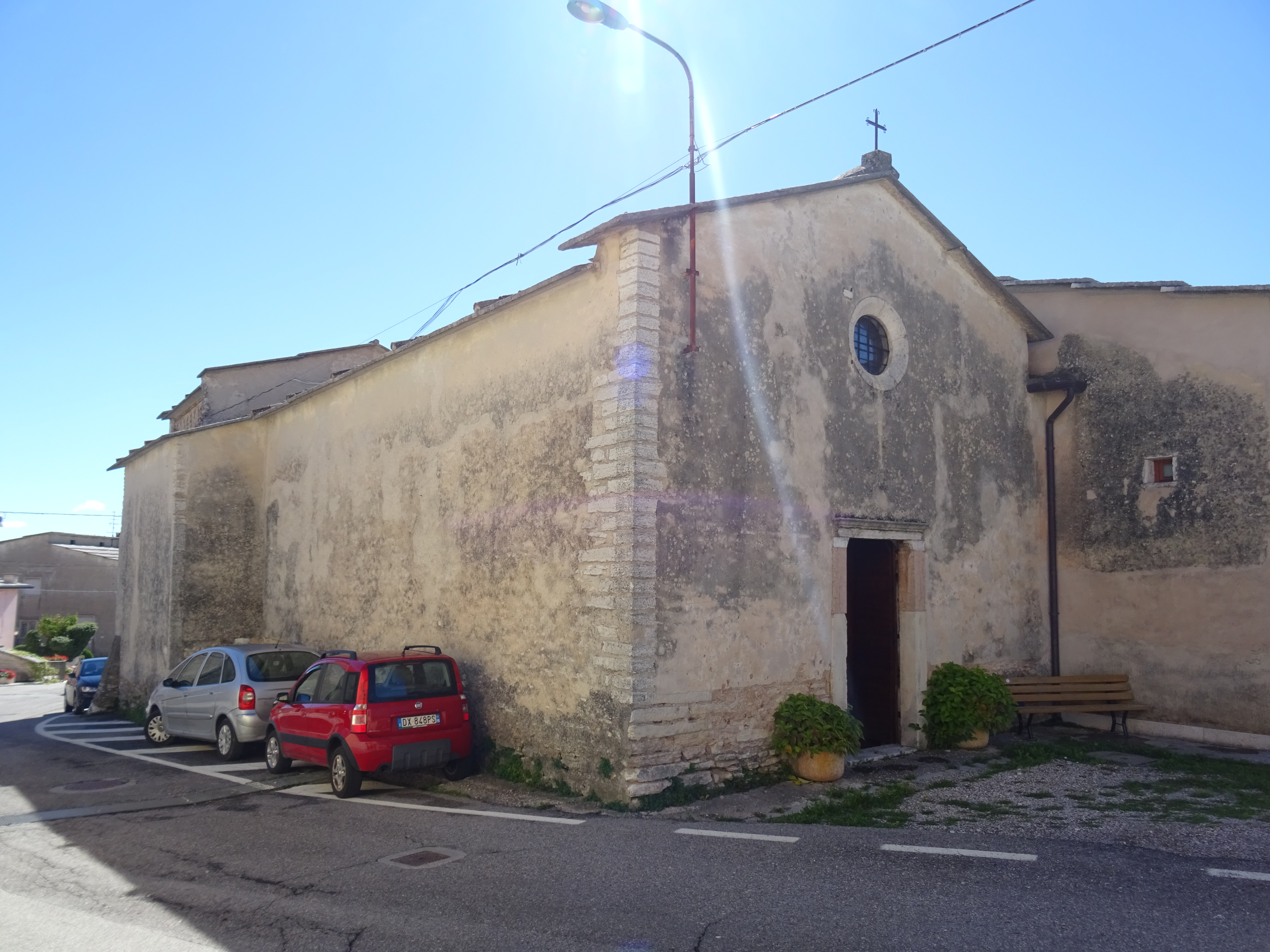
L'antica chiesa dei Santi Giovanni e Marziale

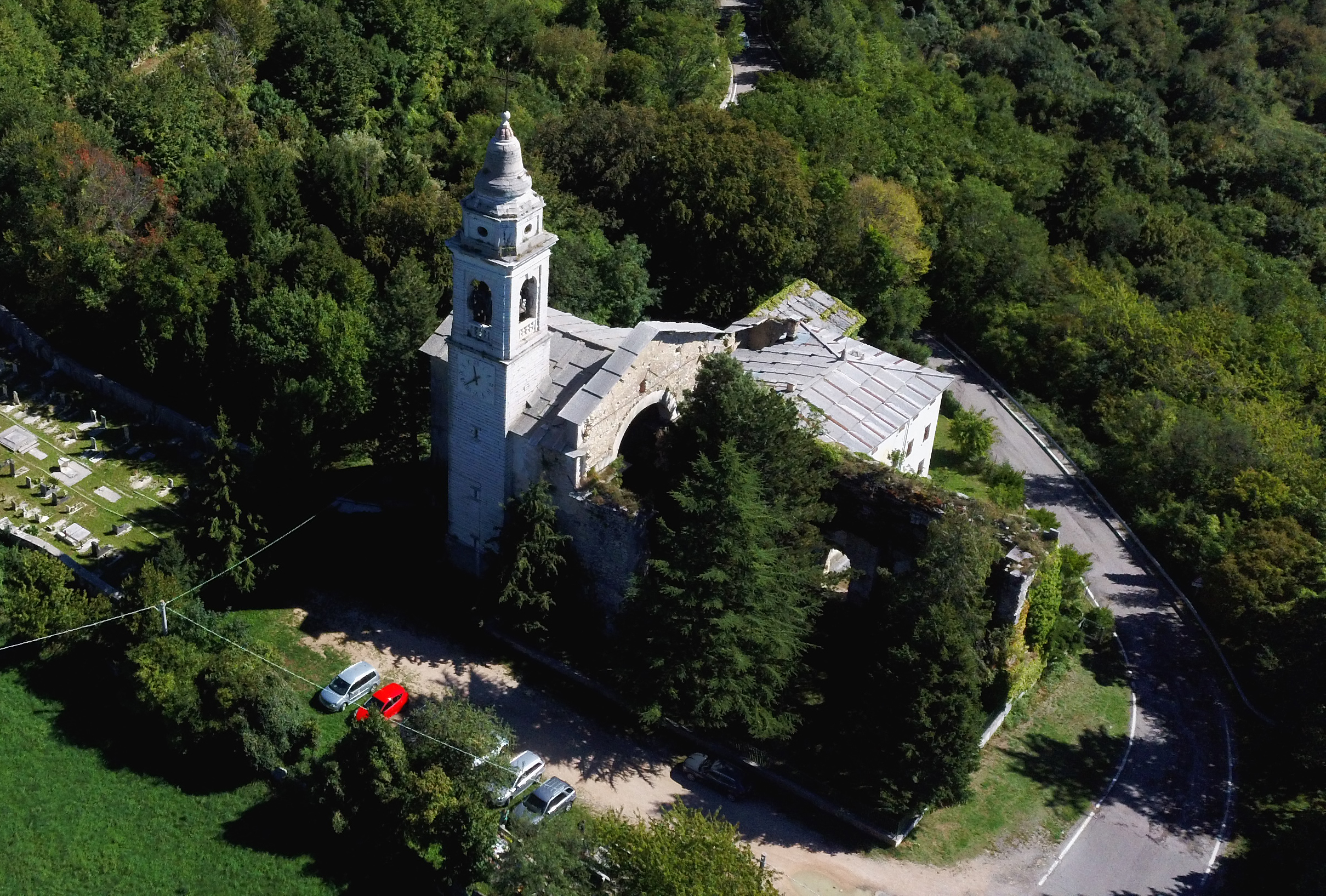
La settecentesca chiesa di San Marziale, in rovina

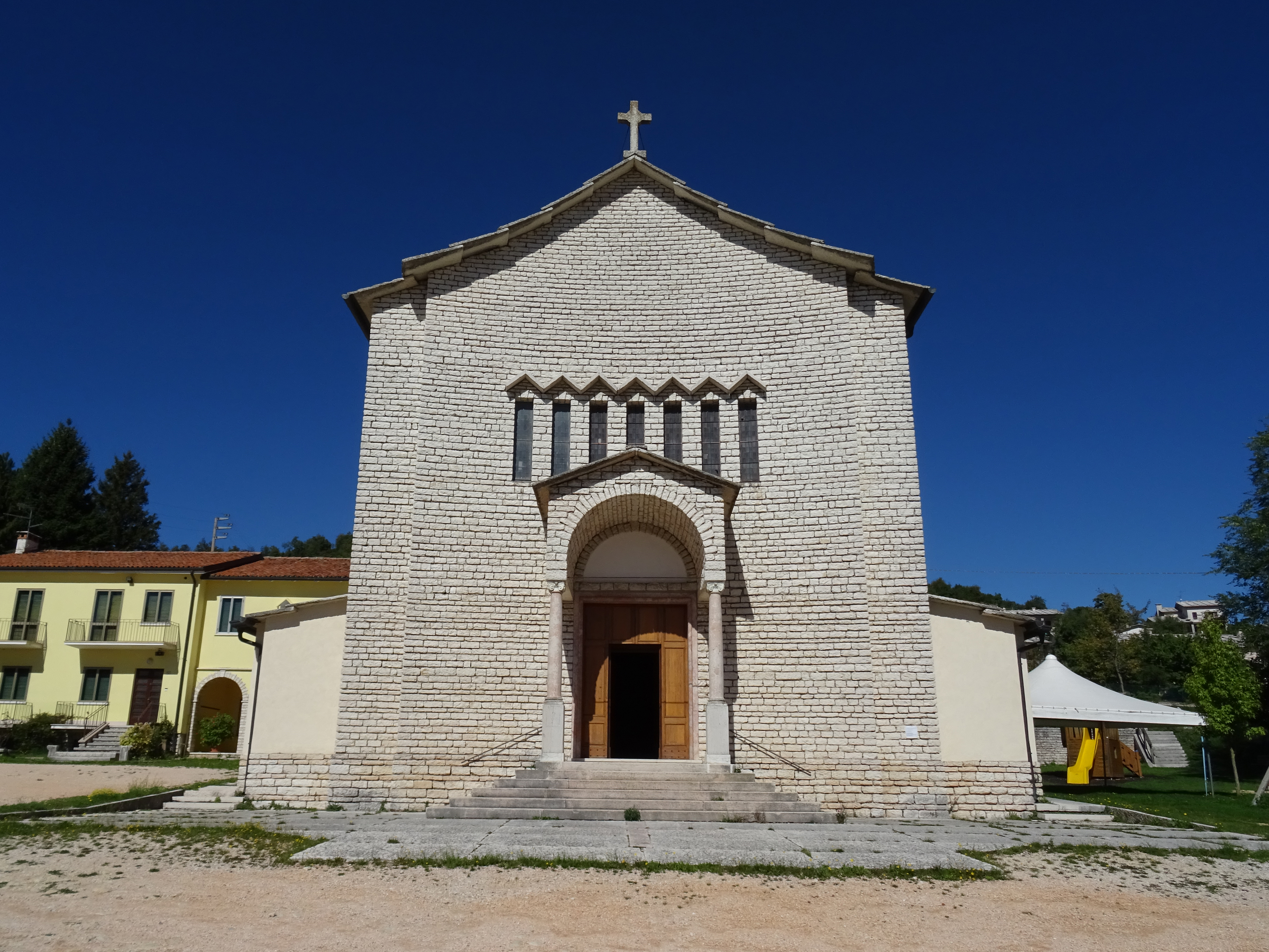
L'odierna parrocchiale di San Marziale in Santa Maria Regina

Una volta comune a sé stante, l'11 marzo del 1929, tramite regio decreto, venne soppresso e con Molina e Gorgusello venne aggregato a Fumane.
Negli anni '20, Luigi Schiaparelli annunciò di aver rinvenuto presso l'Archivio di Stato di Venezia il manoscritto originale autografo, redatto il 6 settembre 920 dalla residenza di Pavia, dell'atto col quale Berengario I donava al fedele Bertelo la corte di Breonio, con le dipendenze di Vaona e Zivelongo.
Particolare è la vicissitudine della chiesa parrocchiale di Breonio: abbandonata la vecchia chiesa di San Marziale perché evidentemente troppo piccola, un nuovo grandissimo tempio fu costruito fuori del paese sopra Gorgusello e Molina in modo da servire meglio anche quelle due località. L'atto di donazione del terreno da parte del parroco è del 1758. I lavori perdurarono fino al 1835, ma pochi anni dopo la consacrazione della chiesa, per eccessivo peso della costruzione gravante su terreno di natura franosa, cominciarono ad apparire crepe e fessurazioni nelle murature e nella volta del tempio, aggravatesi dopo il sisma del 1882, tant'è che la chiesa venne chiusa a tempo indeterminato nel 1890. Successivamente, dopo tre anni di restauri, la chiesa nel 1893 fu riaperta al culto, ma nel 1949 il riapparire di fessurazioni condusse alla dolorosa decisione di chiudere definitivamente al culto la chiesa nel 1952. Nel 1958 la struttura venne minata per recuperare il materiale necessario alla costruzione della nuova chiesa parrocchiale di San Marziale in Santa Maria Regina, che accoglie quasi tutto il patrimonio artistico della "cesa vecia".

## Monumenti e luoghi d'interesse
- Chiesa dei Santi Giovanni e Marziale, esistente almeno dal Duecento; l'edificio odierno è quattrocentesco conserva affreschi del Cinquecento e un prezioso polittico ligneo
- Chiesa di San Marziale, isolata dal centro abitato; costruita tra Sette e Ottocento e poi parzialmente demolita per problemi strutturali, presenta una torre campanaria settecentesca con 6 campane, unico campanile dell'intera area
- chiesa di San Marziale in Santa Maria Regina, parrocchiale, costruita negli anni 1950